# 梁成金
梁成金（1939年—），出生於台灣新竹縣，台灣金融家，曾任中華民國中央銀行副總裁、中央存款保險公司總經理、行政院經濟建設委員會副主任委員、臺灣省合作金庫董事長、交通銀行董事長、臺灣新光商業銀行董事長。涉入禾豐企業集團超貸案，被依背信罪判刑2年，於宣判當日逃亡國外，遭到通緝，現逃亡至美國洛杉磯。

## 生平
梁成金畢業於國立政治大學商學院國貿系第一屆，並以第一名成績考取政大企研所。畢業後，通過中央銀行第一屆特考，進入中央銀行業務局調撥科服務，一路升遷直到成為中央銀行副總裁。

梁成金在擔任交通銀行董事長期間，違法貸款給禾豐企業集團，造成交通銀行新臺幣8億元呆帳損失。國產汽車所屬的禾豐集團從1998年6月起，因長期利用短期借貸或大批股票向金融機構貸款，不從事本業而用以操作股票失利，而大幅虧損。禾豐集團負責人張朝翔為籌措資金穩定股價，前往交通銀行總行拜會梁成金，向交銀申請短期貸款新臺幣七億元，聲稱投入桃園縣復興鄉石秀灣長期土地開發案。禾豐集團尚有新台幣3,000萬元舊貸案未還，但梁成金未依規定讓張朝翔擬定營運、還款計畫，當場答應貸給新台幣七億元，隨後交代所屬儘速完成申貸案，其中弊端回扣嫌疑重大。

梁成金等五人為支應張朝翔資金上的需求，並企圖在形式上符合交通銀行內部授信準則規定，於短短兩天內由交通銀行台北分行草率完成徵信報告，提送交通銀行授信投資審議委員會、交通銀行常務董事會審議通過，快速完成對保、簽約及撥款等手續。但撥款不到一周，禾豐集團即發生違約交割事件，國產汽車股價一蹶不振、倒閉。法院依背信罪判處梁成金有期徒刑二年確定。

2010年4月8日，梁成金搭機潛逃美國。2010年10月21日，梁成金被台北地檢署發布通緝，通緝時效為18年9月、至2029年1月8日止。時隔三年，2014年2月，梁成金護照遭最高檢察署註銷